# Dioscorea orthogoneura
Dioscorea orthogoneura är en enhjärtbladig växtart som beskrevs av Edwin Burton Uline och Bénédict Pierre Georges Hochreutiner. Dioscorea orthogoneura ingår i släktet Dioscorea och familjen Dioscoreaceae. Inga underarter finns listade i Catalogue of Life.